# Microregione di Palmeira dos Índios
Palmeira dos Índios è una microregione dello Stato dell'Alagoas in Brasile, appartenente alla mesoregione di Agreste Alagoano.

## Comuni
Comprende 11 comuni:
- Belém
- Cacimbinhas
- Estrela de Alagoas
- Igaci
- Maribondo
- Mar Vermelho
- Minador do Negrão
- Palmeira dos Índios
- Paulo Jacinto
- Quebrangulo
- Tanque d'Arca